# Atalia
|  | No s'ha de confondre amb Athalia. |

Segons la Bíblia, Atalia (en hebreu עתליה בת-עמרי Atalyah bat Ahab) va ser reina de Judà. Va regnar sis anys entre 841-835 a.n.e. segons la cronologia tradicional, o entre 905-898 a.n.e. segons la cronologia bíblica.

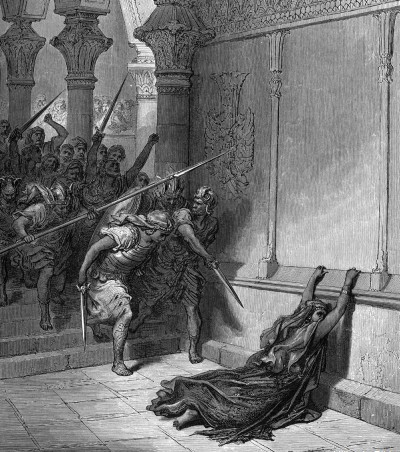
Gustave Doré, Mort d'Atalia

Va ser filla del rei Acab d'Israel i la seva dona Jezabel, i per tant, neta d'Omrí. Era germana del rei Jehoram d'Israel i germana o germanastra dels altres 70 fills d'Acab, que Jehú va ordenar matar. Va ser donada en matrimoni per conveniència política a Joram, fill gran de Josafat de Judà. Va ser mare d'Ahazià, qui amb el temps va arribar a ser rei de Judà.
Igual que Jezabel, la seva mare, Atalia va incitar el seu espòs, Joram, a fer coses dolentes durant els seus vuit anys de regnat, i també a igual que la seva mare, va vessar sang innocent sense escrúpols. Quan el seu fill Ahazià va morir després d'haver regnat tan sols un any, va exterminar tota la resta de la línia real, amb l'excepció de Joaix, que llavors era un nen de tendra edat, a qui havien amagat el sacerdot principal i la seva dona (que era tieta de Joaix). Immediatament després, Atalia es va proclamar reina i va governar durant sis anys. Els seus fills van robar del temple de Jehovà les seves coses santes i les van oferir a Baal.
Una vegada que Joaix va arribar a l'edat de set anys, el gran sacerdot Jehoiadà el va treure del seu amagatall i el va coronar com a hereu legal del tron. En sentir el rebombori, Atalia va córrer cap al temple i, quan va veure el que passava, va cridar: "¡Conspiració! ¡Conspiració! ". Llavors el gran sacerdot va ordenar que la portessin fora dels terrenys del temple i va ser executada en la porta d'entrada dels cavalls del palau. Probablement va ser l'última descendent de la casa d'Acab. Joaix seria el següent rei de Judà.